# Beguea
Beguea es un género con una especie de plantas de flores perteneciente a la familia Sapindaceae.
- Beguea apetala